# Eupelmus unipunctipennis
Eupelmus unipunctipennis är en stekelart som beskrevs av Girault 1927. Eupelmus unipunctipennis ingår i släktet Eupelmus och familjen hoppglanssteklar. Inga underarter finns listade i Catalogue of Life.